# 4圖1字
4圖1字（英語：4 Pics 1 Word）是一種由LOTUM GmbH開發的Android和iOS免費的文字遊戲。4圖1字每一关都会显示四张图片，玩家根据图片的提示猜出是哪一個单词。